# 伊薩·泰奧尼
伊薩·泰奧尼（Issa Traoré，1979年9月9日—），是馬里的足球運動員，司職中場及前鋒。
他在帕斯期間，曾因右腳傷患令他缺席球會大部份比賽。

## 連結
- Pyunik snap up duo